# Stanisław Karpik
Stanisław Marian Karpik (ur. 11 listopada 1920 w Stanisławowie, zm. 5 stycznia 2006 w Krakowie) – polski malarz, główną tematyką jego prac były pejzaże i portrety.
Jego malarstwo można zobaczyć w muzeach w Krakowie, Warszawie, Lipsku oraz prywatnych kolekcjach w Austrii, Kanadzie, Niemczech, Polsce, USA, Szwecji, na Węgrzech i we Włoszech. Między innymi namalował portret Rektora Uniwersytetu Rolniczego prof. Tadeusza Wojtaszka, który znajduje się w sali senackiej uczelni. Obraz olejny „Zaułek” znajduje się w zbiorach Muzeum Narodowego w Krakowie.
W 1945 został repatriowany z całą rodziną do Oleśnicy. Po drodze zatrzymał się w Krakowie gdzie rozpoczął studia na Akademii Sztuk Pięknych pod kierunkiem Zygmunta Radnickiego i Wojciecha Weissa. Po skończeniu studiów zamieszkał w Krakowie i tworzył, uczestnicząc w licznych wystawach na terenie Polski i za granicą.
W latach 50. został członkiem ogólnopolskiej grupy „Zachęta” i uczestniczył w ich wystawach. W 1995 jego prace zapoczątkowały cykl wystaw znanych krakowskich malarzy w galerii Krakowskiego Banku Spółdzielczego przy Rynku Kleparskim 8, tam też można zobaczyć jego dzieła. Jego malarstwo zostało opisane w książce „Światłocienie mistrzów” Jerzego Skrobota, gdzie autor w sposób niezwykle barwny zapoznaje czytelnika z mistrzami malarstwa związanymi z Krakowem.